# Nomocanon
Un nomocanon (en grec νομοκάνων), dans l'Empire byzantin, était une collection organisée de textes juridiques relatifs à la vie ecclésiastique et religieuse, où se trouvaient unies à la fois des « lois » (νόμοι) d'origine séculière (droit romain, « constitutions » impériales) et des « règles normatives » (κανόνες) émanant d'autorités religieuses, conciles ou Pères de l'Église. Ce mot composé, qui apparaît au XIe siècle (mais pour désigner des recueils plus anciens), exprime l'interpénétration de plus en plus grande qui s'est faite entre les deux sources de législation.

## Histoire

### Origine
Un important travail de recueil et d'organisation des textes juridiques a été effectué au VIe siècle, d'abord au début du règne de Justinien :
- recueil et organisation de la législation séculière romaine dans le Corpus juris civilis, promulgué en 534, complété par les quelque cent cinquante Novelles de Justinien lui-même ;
- constitution parallèle d'un corpus de textes ecclésiastiques normatifs, qui aurait formé vers 535 la Collection (συναγωγή) en soixante titres, non conservée.

De plus, on regroupa dès cette époque en un recueil séparé tous les textes du Corpus juris civilis (donc les lois séculières) relatifs à la vie ecclésiastique : ce fut la Collection en vingt-cinq chapitres, qui nous est parvenue.
Les « canons » sont soit des règles qui ont été énoncées explicitement comme telles par des instances ayant acquis ensuite une autorité plus ou moins grande (notamment des conciles, généraux ou locaux), soit des règles ayant été formulées après coup à partir de textes qui ne se présentaient pas à l'origine comme tels (par exemple des actes de conciles, le concile d'Éphèse de 431, par exemple, n'ayant pas édicté sur le coup de « canons », mais s'en étant vu attribuer après coup à partir de ses actes, ou des lettres de Pères de l'Église à l'autorité devenue de plus en plus grande). Aussi le corpus canonum veterum n'a-t-il pas été fixé d'emblée, mais a-t-il eu tendance à s'élargir.
Le corpus d'origine était le suivant (présenté de manière ordonnée selon l'autorité, mais la hiérarchie a varié selon les commentateurs) :
- 85 canons dit « des apôtres » (supposés remonter aux origines de l'Église, et que le pape Clément Ier, selon la tradition, aurait recueillis) ;
- 20 canons du concile de Nicée de 325 (concile œcuménique) ;
- 21 canons du concile d'Ancyre de 314 (qui passèrent ensuite à 25) ;
- 14 canons du concile de Néocésarée de 314 ;
- 21 canons du concile de Sardique, tenu probablement en 343 ;
- 20 canons du concile de Gangres, tenu sans doute en 355 ;
- 25 canons dits « du concile d'Antioche » de 341 (concile dit « de la Dédicace », dominé par les ariens, mais ayant conservé de l'autorité) ;
- 59 canons du concile de Laodicée, tenu sans doute en 364 ;
- 4 canons du concile de Constantinople de 381 (concile œcuménique), plus 2 canons d'un concile local tenu à Constantinople en 382, plus une lettre du patriarche Gennade de Constantinople qui fut ensuite comptée dans la même rubrique ;
- 7 canons du concile d'Éphèse de 431 (formulés après coup, et auxquels on ajouta une « lettre » du concile) ;
- 27 canons du concile de Chalcédoine de 451 (auxquels on ajouta un 28e adopté après le départ de la délégation occidentale, et 2 autres formulés après coup à partir des actes).

On ajouta un peu plus tard, en bloc, les 138 canons dits « du concile de Carthage » (ou « canons de l'Église d'Afrique ») : ce sont les canons rassemblés en code par le concile provincial tenu à Carthage en 419, et qui avaient été adoptés par dix-huit conciles précédents tenus depuis 345 environ.
S'agissant des canons d'origine « patristique », on prenait en compte au début 68 canons extraits de trois lettres (« épîtres canoniques ») de Basile de Césarée à Amphiloque d'Iconium, et par la suite on élargit le corpus à une dizaine d'écrits de cet auteur. Ont été ajoutés dès le VIe siècle, comme auteurs « canoniques » : Denys d'Alexandrie (4 canons tirés d'une lettre), Pierre d'Alexandrie (15 canons tirés de deux sermons) ; Grégoire le Thaumaturge (pour une lettre) ; Grégoire de Nysse (8 canons, tirés d'une lettre) ; Timothée d'Alexandrie (18 canons, tirés de ses rescrits) ; Théophile d'Alexandrie (1 canon et 4 lettres prises globalement) ; Cyrille d'Alexandrie (7 canons tirés de deux lettres) ; Gennade de Constantinople (une encyclique).

### Formation desNomocanons
Cette matière, à laquelle s'ajoutèrent des constitutions impériales et des canons conciliaires postérieurs, a fait l'objet au cours des siècles d'une quinzaine de collections organisées.
Le premier grand canoniste de l'histoire byzantine fut Jean le Scholastique, qui fut patriarche de Constantinople de 565 à 577 : dans les années 550, étant juriste au service de l'Église d'Antioche, il composa la Collection en cinquante titres, formée de la matière canonique ci-dessus (sans les canons de Carthage et avec Basile de Césarée comme seule autorité patristique) organisée en cinquante sections thématiques ; d'autre part, devenu patriarche, il constitua une Collection en quatre-vingt-sept chapitres formée d'extraits de 12 novelles de Justinien portant sur l'Église (surtout la Novelle 123 : De sanctissimis episcopis et Deo amabilibus et reverendissimis clericis et monachis).
Ensuite, vers 580 (sans doute sous le pontificat d'Eutychius de Constantinople), on fit un nouveau recueil organisé différemment (avec la matière quelque peu élargie décrite ci-dessus), le Syntagma canonum : il était constitué de deux parties, dont une partie systématique qui était cette fois une Collection en quatorze titres, et une autre qui était la collection complète des textes. On y ajouta d'autre part une exposition systématique en trois parties de la législation séculière concernant l'Église, la Collectio tripartita (qui prenait en compte les Novelles de Justin II et de Tibère II).
C'est à partir de ces recueils que les « nomocanons » proprement dits (le terme étant beaucoup plus tardif) furent constitués au siècle suivant. Sous le règne d'Héraclius (entre 612 et 629), un juriste désigné traditionnement comme « Anonymus » ou « Enantiophanes » partit du Syntagma canonum et y intégra les lois séculières touchant l'Église, notant systématiquement les références de ces lois dans la Collection en quatorze titres ; c'est ce qu'on appela plus tard le Nomocanon en quatorze titres, où les canons ecclésiastiques et les lois séculières ne sont plus dans des recueils séparés. Ce Nomocanon se présente souvent dans les manuscrits suivi de la Collection des vingt-cinq chapitres, de la Collection des quatre-vingt-sept chapitres et de la Collectio tripartita. Peu après on procéda de la même façon avec la Collection en cinquante titres de Jean le Scholastique, qui devint le Nomocanon en cinquante titres. Toutefois, c'est le Nomocanon en quatorze titres, à la matière d'ailleurs plus large, qui conserva toujours la plus grande autorité.

### Développements postérieurs
En 691/92, le concile Quinisexte, consacré à la discipline ecclésiastique, définit dans son canon n° 2 une liste des sources reconnues du droit canon, où la matière décrite ci-dessus est encore quelque peu élargie, avec l'intégration notamment de quatre autres autorités patristiques : Athanase d'Alexandrie, Grégoire de Nazianze, Amphiloque d'Iconium et Cyprien de Carthage. Le concile de Nicée de 787 ratifia les 102 canons du Quinisexte et en émit lui-même 22. En 883, sous le pontificat de Photius, une nouvelle version du Syntagma canonum fut réalisée, intégrant ces canons, plus 17 canons du concile tenu en 861 à Constantinople (la Synodus protodeutera qui excommunia l'ex-patriarche Ignace) et 3 canons du concile de 879 (dit « de Sainte-Sophie », Pseudosynodus Photiana selon l'Église catholique) : c'est ce qu'on appela plus tard le Nomocanon (en quatorze titres) de Photius.
Au XIe siècle, sous le règne de Michel VII (1071/78), un juriste nommé Théodore Bestès donna une édition plus commode de ce recueil, en transcrivant le texte des lois civiles citées dans chacun des titres (achevant donc la présentation unifiée des deux catégories de textes). Il y eut ensuite, jusqu'à l'époque moderne, plusieurs autres rédactions rénovées, dont la plus importante fut, sous l'Empire ottoman, celle de Manuel Malaxos, notaire du diocèse métropolitain de Thèbes, en 1561, qui eut une grande diffusion, avec une version en grec classique et une autre en grec moderne.
Les Nomocanons ont fait l'objet d'une abondante littérature exégétique, avec d'importants appareils de scholies les actualisant et les clarifiant. Le plus célèbre commentateur fut, à la fin du XIIe siècle, Théodore Balsamon, qui a commenté et actualisé entièrement le Nomocanon de Photius, distinguant les lois en vigueur et celles qui ne l'étaient plus, établissant avec les Basiliques de Léon VI le Sage les liens qui l'étaient avant avec les lois de Justinien, illustrant l'application des textes par des exemples plus récents. À l'époque moderne, le Nomocanon de Photius a généralement été édité avec les commentaires de Théodore Balsamon.
Les premières éditions imprimées du Nomocanon de Photius (avec le commentaire de Théodore Balsamon) sont, en traduction latine, celle d'Henri Agylée (Bâle, 1561), puis, avec le texte grec, celle de Christophe Justel (Paris, 1615). Le Nomocanon en cinquante titres se trouve dans le volume 2 de la Bibliotheca juris canonici veteris d'Henri Justel et Guillaume Voël (Paris, 1661). Plus récemment, le droit canon ancien de l'Église grecque a fait l'objet des deux gros volumes de Jean-Baptiste-François Pitra, Juris ecclesiastici Græcorum historia et monumenta (Rome, 1864 et 1868).